# سعيد محمد دحي
سعيد محمد دحي شاعر وكاتب يمني ولد عام 1948م بمدينة المكلا بحضرموت ونشأ في بيت الأسرة تحت رعاية جده الشيخ المقدم عبد الله سعيد دحي.
التحق بالمدرسة الابتدائية بالمكلا، حاضرة السلطنة القعيطية عام 1956م وبعد عام واحد بعد انتقاله إلى سنة ثانية ابتدائي بدأت شرنقة حبه للقراءة بالظهور حيث كان وزميل دراسته وابن حيّهِ محمد سالم اليزيدي، يذهبان إلى المكتبة السلطانية للقراءة باستمرار.

## دحي يغادر إلى السودان للدراسة الثانوية
أوفدت إدارة المعارف القعيطية في العام 1964م سعيد دحي ضمن أفضل خمسة طلاب للدراسة الثانوية في السودان وكان دحي من الطلاب المتفوقين في اللغتين العربية والإنجليزية، وحدث في العام نفسه أن كتب دحي قصيدته الأولى (بلا شموع) واصطحب الغريّب «ابن عمته» في عصر أحد الأيام لزيارة الأستاذ أحمد عبد الله بن طاهر باوزير مدرس اللغة العربية بالمدارس المتوسطة والثانوية إلى بيته ليعرض عليه دحي قصيدته وجاء تعليق الأستاذ باوزير:«هذه القصيدة تبشر بميلاد شاعر اكتملت له المعايير والضوابط الفنية للمسك بزمام الشعر وكتابته».
توسعت مدارك سعيد دحي أثناء تلقي دراسته الثانوية في السودان وانتفع كثيراً من المناخ الثقافي السائد في السودان آنذاك وشارك بفعالية في كافة النشاطات الطلابية وكان من القيادات الطلابية لرابطة الطلبة الحضارم الدارسين بالسودان آنذاك.

## دحي والتجربة البكر لجامعة عدن
عاد سعيد دحي إلى المكلا بعد إكمال دراسته الثانوية في السودان عام 1968م وعمل مدرساً في إعدادية البنين بالمكلا وكان في الوقت ذاته يعد برامج أدبية متميزة للإذاعة المحلية بالمكلا وتقرر بعد عامين افتتاح أول كلية جامعية وهي كلية التربية العليا Higher College Of Education بعدن عام 1970م ونال في العام 1974م درجة البكالوريوس في اللغة الإنجليزية وآدابها.
عمل سعيد دحي مع زملاء آخرين بالكلية في مرحلة الدراسة على تأسيس جمعية بلقيس الأدبية التي استوعبت الطاقات الشابة المبدعة التي أثرت وتأثرت وقد حظيت تلك الجمعية برعاية وتوجيه الأديب والشاعر السوداني د. تاج السر الحسن، الأستاذ بالكلية آنذاك.

## دحي يترجم أحد أعمال المستشرق البريطاني (سارجنت)
عمل سعيد دحي عقب تخرجه عام 1974م بمركز البحوث التربوية بعدن ثم معيداً بالجامعة ومدرساً بكلياتها في كل من عدن والمكلا وتفرغ خلال الفترة من 1974م حتى 1979م للأدب والشعر والترجمة وكتب سلسلة مقالات ودراسات أدبية وشارك على نحو ملحوظ في فعاليات مع غيره من الأدباء والشعراء الشباب، التي شهدتها عدن آنذاك وتزامن ذلك مع استضافة عدن لكبار الأدباء والشعراء العرب. كما عمل محررا في مجلة «التربية الجديدة» التي كان المركز يصدرها.
في العام 1978م انتقل سعيد دحي إلى المكلا للتدريس بكلية التربية بالمكلا التي كان يتردد عليها بين الحين والآخر. انشغل سعيد دحي خلال الفترة بين عامي عمله بكلية التربية بعدن وكلية التربية بالمكلا بترجمة كتاب Prose & Poetry from Hadramaut (شعر ونثر من حضرموت) للمستشرق البريطاني المرموق روبرت سارجنت الذي ارتبط بوجدان مشاهدي تلفزيون عدن في الحوار الممتع الذي أجراه معه الراحل الكبير لطفي جعفر أمان أثناء زيارة سارجنت لعدن والمكلا وبعض مناطق الجنوب العربي آنذاك.
في العام 1980م قام فرع المركز اليمني للأبحاث الثقافية بطباعة كتاب نثر شعر من حضرموت الذي ترجمه سعيد دحي عن نصه الإنجليزي لكاتبه (سارجنت)في أبريل 1980 بشكل أولي بغرض تعميم الفائدة على القراء والمهتمين بالأدب في حضرموت كون الأدب في هذا البلد أو ذاك من العالم يعد تراثاً إنسانياً

## دحي مبدع ومن عائلة مبدعين
وردت عدة إشارات في كتاب (التأبين) المكرس لذكرى وفاة سعيد دحي منها ما كتبه محمد عوض صالح (ص 95-103)، وعزيز الثعالبي (ص 63-70)، وعلي سالم اليزيدي (ص 104-107)، حيث أفاد الثعالبي أن سعيد دحي من أسرة فن، فعمه الفنان يسلم عبد الله دحي وهو من الرواد الأوائل للأغنية الحضرمية المتوفى في أغسطس 1993م وأحد الذين ألبسوها ثوباً قشيباً من حيث الأداء واللحن، إلا أنه لم يتخذ من الطرب حرفة له فهو لا يحب السهرات العامة، ولا يحب التواجد في أي مكان عملاً بمقولة: «إذا أسرفت في الوجود أصبحت بلا وجود» ومن هذه الأسرة عبد الله سالم دحي (ابن عم المطرب يسلم دحي) وأطلق عليه لقب (مقدم الحي) الذي اشتهر بتقديم رقصة العدة ورقصة الشبواني وقد وصف الأديب الراحل الأستاذ محمد عبد القادر بامطرف الفنان صالح سالم دحي بأنه صاحب أجمل صوت يشدو بألحان الدان وأغاني الشبواني في الساحل الحضرمي.

## سعيد دحي في دولة الإمارات
غادر سعيد دحي أرض الوطن في نوفمبر 1979م إلى دولة الإمارات العربية المتحدة وعمل هناك بالصحافة محرراً ومترجماً في صحيفة الإتحاد الإماراتية وكان أيضا من محرريها الأستاذ الشاعر فضل النقيب ثم سكرتيراً لمجلة الدفاع الخليجي حتى وفاته وكان، يتردد على المكلا بين حين وآخر، آخرها رحلته الوداعية للمكلا في أغسطس 1999م.

## سعيد دحي في موكب الخالدين
انتقل سعيد دحي إلى رحمة ربه يوم الثامن من شهر رمضان 1421هـ الموافق الثالث من ديسمبر 2000م إثر نوبة قلبية حادة في مقر إقامته في أبوظبي بدولة الإمارات العربية المتحدة وله من الأبناء 5 ومن البنات 2.

## الأعمال الشعرية الكاملة لـ سعيد دُحــي وأعماله الأخرى
- صدرت مؤخرا-2009- الأعمال الشعرية الكاملة للشاعر والأديب سعيد محمد دحي عن قسم النشر في المجمع الثقافي التابع لهيئة أبوظبي للثقافة والتراث، أبوظبي-دولة الإمارات العربية المتحدة.

عن جريدة الاتحاد الإماراتية عدد 22 مايو 2009:
صدرت حديثاً الأعمال الشعرية الكاملة للشاعر والأديب اليمني الراحل سعيد محمد دحي (1948-2000م) عن هيئة أبوظبي للثقافة والتراث.
وكان أفراد أسرة الشاعر الراحل سعيد دحي قد قاموا بجمع جميع أعماله الشعرية التي نــُشر القليل منها في الصحف العربية في السبعينيات وبداية الثمانينيات، قبل أن يدخل الشاعر في حالة عزلة فلسفية فرضها على نفسه، وجعلت أشعاره رهن أدراج مكتبه ومنزله الكائن في أبوظبي، إلى أن وافته المنية في 3 ديسمبر 2000م.
تستوقفك في الصفحة الأولى من الأعمال الشعرية الكاملة لسعيد دحي جملة استفهامية تـُسائلك: «علام تجوس في الآفاق مدحوراً كأنك دونكيشوت؟!» لتكون نقطة البداية (وربما النهاية التي يجب أن تعود إليها عند انتهائك من القراءة!) التي ترسم أهمية هذا الإصدار– شعرا- وتغوص بك في رحلتي الشتاء والصيف ولفح هجير صحراء الربع الخالي، حيث تخوم تاريخ وطن لم يعد في فترة السبعينيات مأوى للقصيدة.
سعيد دحي، ابن المكلا، الحضرمي، اليماني يرسم بالرمز أحياناً والتصريح أحياناً أخرى، التطور الروحي لإنسان عربي من منطقة الجزيرة العربية انعكست فيه أحداثها الدرامية في جنوبها في النصف الثاني من القرن العشرين والتي كان يحدوها الأمل أحياناً والألم أحياناً كثيرة، ليمتد تواصلياً مع الخط الذي رسمه جده الحضرمي القديم، أمرؤ القيس الكندي الذي بكى صاحبه لما رأى الدرب دونه، فقال: «نحاول ملكاً أو نموت فنعذرا».
هذا الإصدار يُحاول أن يـُـشعل قبساً يـُضيء شاعراً حاول هو أن يفرض على نفسه تجاهل قبل غيره نكاية ًبالموت، أو تاجر الوقت كما يحب أن يسميه. وإن كانت الأسئلة التي يُسائلها سعيد دحي تبدو أزلية لا تزال تنزف منذ زمن القتل الأول إلا أن دحي كما يقول الناقد والدكتور عبد الله البار، رئيس اتحاد الكتاب والأدباء اليمنيين «جاء متميزاً تميز الشعراء الكبار في العربية الحديثة، كصلاح عبد الصبور وخليل حاوي، يقول كما يقولون وليس بما يقولون».
يقول دحي في قصيدته التي تحمل عنوان «الوقت»: «يمر الوقت ويموت الإنسان/ بلا سبب/ إلا أن الوقت له بالمرصاد/ ويمر العمر جزافا وتضيع الأيام/ بلا سببٍ/ إلا أن العمر صليب فناء يحمله الإنسان/ أو ومضة روح تسري في لحظة/ وبقية عمر الإنسان هباء».
غير أن الابتسام في وجه الموت/ الحياة والغناء حتى الصباح هو تميمة بقاء للشاعر سعيد دحي، شأنه شأن أعمامه، يسلم دحي المغني المعروف، أو صالح دحي الذي قال عنه المؤرخ اليمني الكبير عبد القادر بامطرف إنه أجمل مـَن صدح بصوت «الدان» في الساحل الحضرمي.
يقول سعيد دحي في قصيدته «خاطرة» مغنياً لمقامات الحواس: «أروع ما في الكون تمتعنا بالضوء/ وبالعينين/ بالأذن وبالشفتين/ بالموسيقى/ تزرع في القلب ميناء الروح/ نبضات من حركات الكون/ وأصوات الخلق/ شهقات الميلاد/ ورعشات الأعياد/ بالموسيقى/ بالأذنين/ بالأضواء وبالعينين»
- يتم الآن الإعداد لطباعة الكتاب الثمين الذي ترجمه الأديب سعيد محمد دحي Prose & Poetry from Hadramaut (شعر ونثر من حضرموت) للمستشرق البريطاني المرموق روبرت سارجنت.
- يتم الآن جمع المقالات والدراسات والأبحاث في مجالات الأدب والفكر والفن التي قام بها الشاعر سعيد دحي ونُشرت في الصحف العربية.

## قالوا عن الشاعر سعيد محمد دحي
- «....جاء سعيد متميزا تميز الشعراء الكبار في العربية الحديثة، كصلاح عبد الصبور وخليل حاوي، يقول كما يقولون وليس بما يقولون» د.عبد الله البار، ناقد وأستاذ الأدب في جامعة صنعاء
- «....وأنا لا أستطيع أن أتصور الآن، ولا من قبل، أن حياتي عرفت لحظات لم يكن سعيد حاضرا فيها، وقد كان سعيد بنظري، وسيظل بنظري ما حييت، أحد النماذج العالية لتصوري للمثقف المبدع الحق» عبد الله بولا.
- «سعيد دحي من أولئك، منذ امرئ القيس جده الحضرمي القديم الذي بكى صاحبه لما رأى الدرب دونه، فقال: نحاول ملكا أو نموت فنعذرا....» د.سعيد الجريري، ناقد يمني ورئيس اتحاد الأدباء والكتاب اليمنيين/فرع حضرموت
- "كنا ذؤابات سحابة، مرت على المكلا أو ميسان، ونسينا، بعد ذلك أين أمطرت. ولكن..هل أمطرت فعلا؟! جمعة اللامي، روائي وصحافي عراقي.